# Joaquín Leguina
Joaquín Leguina Herrán, né le 5 mai 1941 à Villaescusa (province de Santander), est un homme politique espagnol.
Il devient en 1979 adjoint au maire de Madrid délégué aux Finances et secrétaire général de la Fédération socialiste madrilène-PSOE (FSM-PSOE). Il est élu député de Madrid trois ans plus tard.
Chef de file socialiste aux élections régionales de 1983, il remporte la majorité absolue des voix et des sièges à l'Assemblée de Madrid. Il est donc investi à 42 ans président de la communauté de Madrid. Il accomplit trois mandats consécutifs de quatre ans, mais gouverne en minorité à partir de 1987. En 1991, il abandonne la direction de la FSM-PSOE.
Il retrouve le Congrès des députés en 1996. Il postule en 1998 aux primaires socialistes pour les élections municipales à Madrid mais se trouve défait par l'ancien ministre Fernando Morán. Après que le PSOE a remporté les élections législatives en 2004, il est porté à la présidence de la commission parlementaire de la Défense. Il ne se représente pas en 2008 et met ainsi un terme à sa vie politique.
Il est exclu en 2022 du PSOE après avoir soutenu la cheffe de file du PP aux élections régionales de 2021. En 2024, grâce à l'appui du PP, il est élu membre puis président de la Chambre des comptes de la communauté de Madrid.

## Biographie

### Formation et activité professionnelles
Il obtient en 1965 une licence de sciences économiques à l'université de Bilbao. Il entre deux ans plus tard dans la fonction publique, comme statisticien à l'Institut national de la statistique (INE). Entre 1968 et 1972, il enseigne à l'université complutense de Madrid (UCM).
Il passe avec succès deux doctorats en sciences économiques, à l'UCM en 1972 et à La Sorbonne un an plus tard. Cette même année 193, il est recruté par la Commission économique pour l'Amérique latine et les Caraïbes (CEPAL) comme expert démographe et envoyé à Santiago du Chili. Il assiste au coup d'État du général Pinochet contre Salvador Allende.
Revenu en Espagne, il dispense de nouveau des enseignements à la Complutense jusqu'en 1979.

### Débuts de vie politique
Membre du Front de libération populaire (Felipe) et de la Convergence socialiste de Madrid (CSM), où il fait la connaissance de Juan Barranco, Enrique Barón ou encore José Barrionuevo, il adhère en 1977 au Parti socialiste ouvrier espagnol (PSOE), lorsque la CSM fusionne avec la section socialiste madrilène (ASM).
Lors des élections municipales du 3 avril 1979, il est élu au conseil municipal de Madrid sur la liste d'Enrique Tierno Galván. Investi maire, celui-ci nomme Joaquín Leguina adjoint, délégué aux Finances. Le 9 décembre 1979, il est élu à 38 ans secrétaire général de la Fédération socialiste madrilène-PSOE (FSM-PSOE) avec seulement 27 % des voix. Cette courte victoire est le fruit de la division de l'aile gauche, du soutien de la direction nationale aux mains de Felipe González et de l'appui des anciens membres de la CSM.
À l'occasion des élections générales anticipées du 28 octobre 1982, il postule au Congrès des députés dans la circonscription de Madrid. Élu, il rejoint la députation permanente.

### Président de la communauté de Madrid

#### Premier mandat: majorité absolue
Lors des élections régionales du 8 mai 1983, il se présente comme chef de file de la FSM-PSOE, qui l'emporte avec 50,7 % des suffrages et 51 députés sur 94 à l'Assemblée de Madrid.
Il prononce son discours d'investiture devant les députés régionaux le 13 juin suivant, au cours duquel il s'engage à achever la décentralisation des compétences de l'État en deux ans et annonce avoir pris contact avec les partenaires sociaux afin de conclure un grand pacte social et lutter contre le chômage. Le ministre de la Justice Fernando Ledesma, le ministre de l'Intérieur José Barrionuevo, le ministre de la Culture Javier Solana, le président du Sénat José Federico de Carvajal et Enrique Tierno Galván assistent à la session. Il est investi le lendemain par 51 voix pour, 33 voix contre et huit abstentions : alors que l'Alliance populaire (AP) de Luis Guillermo Perinat a refusé de lui apporter son soutien, le Parti communiste d'Espagne (PCE) de Lorenzo Hernández ne prend pas position.

#### Deuxième mandat: minorité difficile
À l'occasion des élections du 10 juin 1987, les socialistes obtiennent un piètre résultat avec 39,1 % des voix. Ils perdent ainsi leur majorité absolue, totalisant 40 sièges sur 96. Alors que les sept parlementaires de la Gauche unie (IU) ne lui permettent pas d'atteindre la majorité absolue, il estime que « le Centre démocratique et social (CDS) a la clé du gouvernement régional », ajoutant qu'il lui est impossible de passer un accord avec l'AP et que le faire avec le CDS se présente comme très difficile. Cependant, le parti centriste fait savoir le 25 juin qu'il a l'intention de s'abstenir, ce qui permet à Leguina d'envisager un maintien au pouvoir. Le chef de file du CDS Fernando Castedo explique que « vu comme sont les choses, nous n'allons pas contribuer à ce que le Parti socialiste ou l'Alliance populaire puisse gouverner avec nos votes. C'est une question de stratégie, pas de recevoir les meilleures ou les pires offres des autres partis. Nous voulons donner l'exemple, que la politique n'est pas un marchandage où ce qui compte, c'est de négocier des postes ». Le président sortant expose ainsi le 16 juillet son programme de gouvernement, où il annonce la création d'une chaîne de télévision propre à la communauté autonome, la modernisation des trains de banlieue et l'extension du métro. Il est élu pour un deuxième mandat le 20 juillet, au second tour de scrutin, après avoir recueilli 39 suffrages favorables, 29 défavorables et 20 abstentions. À l'instar du CDS, la Gauche unie fait également le choix de l'abstention.
Le 2 mai 1989, le porte-parole du groupe AP Alberto Ruiz-Gallardón annonce que son parti et le CDS ont la volonté de déposer une motion de censure contre Leguina. La FSM-PSOE réplique en menaçant de modifier le règlement de l'Assemblée afin d'en remplacer la présidente Rosa Posada, issue de la formation centriste. Le député Nicolás Piñeiro, ancien élu de l'Alliance populaire passé au Parti régionaliste indépendant madrilène (PRIM), indique qu'il ne votera pas la motion, laissant Gallardón à 48 voix favorables, soit un vote de moins que la majorité requise. Effectivement le 21 juin, la motion échoue à un suffrage près, à l'issue d'un débat extrêmement virulent. Alberto Ruiz-Gallardón qualifie Joaquín Leguina de « délinquant présumé », d'« anti-démocrate » et d'« incompétent », l'accusant d'avoir « acheté le traître Piñeiro ». Alors que son opposant lui demande « d'expliquer quelles sombres affaires immobilières et spéculatives sont derrière le soutien de Piñeiro », le président de la communauté de Madrid l'interroge à son tour : « allez-vous privatiser [l'entreprise publique des eaux du] Canal Isabel II ? ». Le CDS dénonce un gouvernement corrompu et la Gauche unie vote pour son propre porte-parole, rendant ses voix nulles. Ainsi, Leguina se maintient au pouvoir sans le soutien d'aucun autre groupe politique.
Il s'accorde le 28 janvier 1991 avec son principal rival au sein de la Fédération socialiste madrilène-PSOE, le président de la commission exécutive José Acosta, pour céder le secrétariat général à Teófilo Serrano, considéré comme proche d'Alfonso Guerra, Acosta conservant la présidence honorifique de la FSM-PSOE. En contrepartie, le parti investit Leguina comme chef de file aux prochaines élections régionales, et son proche allié Juan Barranco comme tête de liste aux élections municipales à Madrid. Rejetant l'idée qu'il ait été « défait », il affirme se sentir « simplement soulagé ».

#### Dernier mandat: deuxième force politique

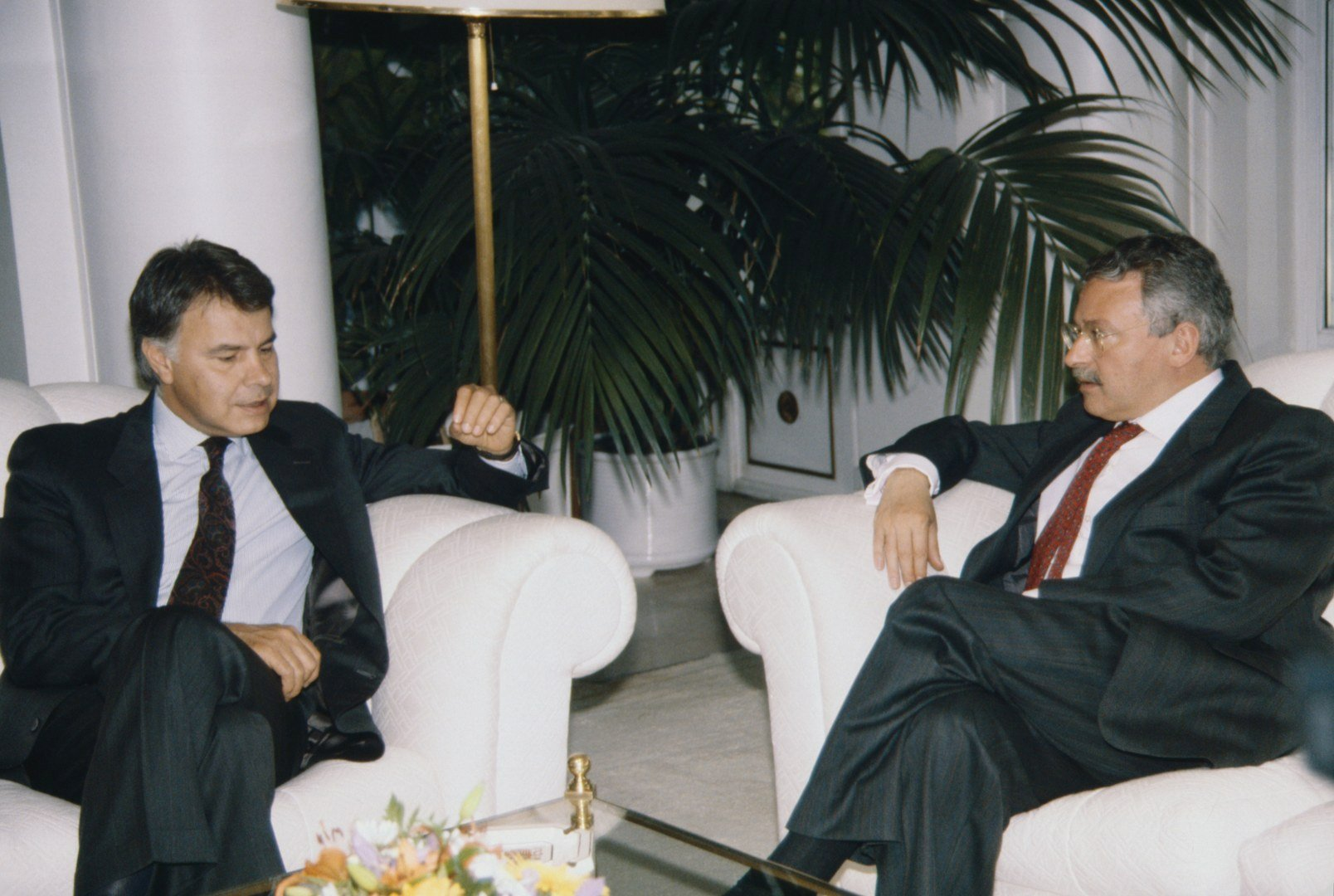
Joaquín Leguina est reçu le 22 mai 1991 par Felipe González au palais de la Moncloa.

Lors des élections du 26 mai 1991, alors que l'abstention progresse de plus de dix points, le nouveau Parti populaire (PP) vire en tête avec 43,2 % des voix et 47 députés sur 101, à quatre sièges de la majorité absolue. Réunissant 37,1 % des suffrages, le PSOE devient la deuxième force politique de la communauté autonome avec 41 parlementaires.
Quatre jours après le scrutin, la direction fédérale de la Gauche unie — contre l'avis de la branche régionale madrilène — approuve le principe du soutien sans participation aux présidents socialistes. Le conseil politique régional d'IU valide finalement cette position le 7 juin.
Le 26 juin, le président de l'Assemblée Pedro Díez Olazábal annonce son intention de proposer la candidature de Leguina à la présidence de la communauté de Madrid. Au cours de ses entretiens préalables avec les forces politiques, il a reçu la confirmation officielle de la porte-parole parlementaire de la Gauche unie que celle-ci soutient l'investiture du candidat socialiste. Il prononce son discours d'investiture le 10 juillet devant les parlementaires, promettant « la continuité sans le continuisme » et revendiquant son accord avec IU comme « un pari de gauche pour un nouveau Madrid ». Il assume notamment l'engagement de bâtir 90 000 logements sociaux ou 28 kilomètres de nouvelles lignes de métro. Il dénonce le modèle de financement des communautés autonomes, appelant à une réforme qui garantisse « la suffisance, l'autonomie et la co-responsabilité ». Il indique son objectif d'éviter que « le déficit de l'État se reporte sur les territoires, comme cela se produit avec le financement insuffisant des transferts en matière de logement, de transport ou de services sanitaires ». Il est investi le lendemain par 54 voix pour, après deux heures d'un discours très dur d'Alberto Ruiz-Gallardón.
Les élections du 28 mai 1995 sont un échec pour les socialistes madrilènes. Avec 30,1 %, ils poursuivent leur recul et tombent à 32 députés sur 103, contre 54 au Parti populaire, qui remporte ainsi la majorité absolue. Au soir du scrutin, Leguina annonce qu'il se retire de la vie politique locale et qu'il souhaite réintégrer les effectifs de l'Institut nationale des statistiques. Il remet sa démission de député à l'Assemblée de Madrid, mais demande d'en différer l'effet au 30 juin, afin de pouvoir assister au débat d'investiture de son successeur. Alberto Ruiz-Gallardón, de 18 ans son cadet, l'en remercie publiquement.

### Retour au Congrès des députés
Dans la perspective des élections générales anticipées du 3 mars 1996, la FSM-PSOE propose en octobre 1995 qu'il soit candidat au Congrès des députés dans la circonscription de Madrid, les premières places de la liste étant réservées au président du gouvernement Felipe González et à certains de ses ministres.
Réélu député, il retrouve une place au sein de la députation permanente alors que le PSOE repasse dans l'opposition. Il soutient Joaquín Almunia lors des primaires socialistes de 1998, remportées finalement par Josep Borrell. Lui-même échoue à être désigné candidat à la mairie de Madrid, ayant perdu face à Fernando Morán.
Il conserve son mandat parlementaire lors des élections de 2000, et devient alors porte-parole adjoint du groupe socialiste à la commission de l'Éducation, de la Culture et des Sports. Au mois de juillet, il apporte son appui à José Bono pour le poste de secrétaire général du PSOE, qui revient toutefois au député José Luis Rodríguez Zapatero. Après les élections de 2004, il prend la présidence de la commission de la Défense. Il annonce, deux ans plus tard, qu'il ne sera pas candidat aux législatives de 2008, et se retire de la vie politique après ce scrutin.
Le 7 décembre 2022, le PSOE lui signifie son exclusion pour avoir soutenu, lors de la campagne des élections madrilènes de 2021, la candidate du Parti populaire, Isabel Díaz Ayuso. Il dépose un recours en justice contre cette expulsion, rejeté le 26 avril 2024 un juge de première instance.
Il est élu le 11 avril 2024 conseiller de la Chambre des comptes de la communauté de Madrid par l'Assemblée, sur proposition et avec les seules voix du Parti populaire. Lors de la première réunion de l'institution le 16 avril, il en est élu président.

## Publications

### Essais
- Los ríos desbordados: un ensayo político. Plaza & Janés Editores, 1994.
- Defensa de la política. Ediciones B, 1995.
- Malvadas y virtuosas: retratos de mujeres inquietantes. Temas de Hoy, 1997.
- El Chile de la unidad popular, 1970-1973. Ateneo de Córdoba, 1998.
- Años de hierro y esperanza. Espasa-Calpe, 2000.
- Ramón Franco, el hermano olvidado del dictador. J. Leguina y A. Núñez. Temas de Hoy, 2002.
- Conocer gente: recuerdos casi políticos. Aguilar, 2005.
- El duelo y la revancha. La esfera de los libros, 2010.  (ISBN 978-84-9734-349-7).
- Impostores y otros artistas. Ediciones Cálamo, 2013.
- Historia de un despropósito. Temas de hoy, 2014.  (ISBN 978-84-9998-383-7).

### Nouvelles
- Historias de la Calle Cádiz. Ediciones Akal, 1985.
- La fiesta de los locos. Editorial Mondadori, 1990.
- Tu nombre envenena mis sueños. Plaza & Janés editores, 1992.
- La tierra más hermosa. Alfaguara, 1996.
- El corazón del viento. Alfaguara, 2000.
- Cuernos. Cuentos. Alfaguara, 2002.
- Por encima de toda sospecha. Ediciones Témpora, 2003.
- El rescoldo. Novela. Editorial Alfaguara, 2004.
- Por encima de toda sospecha. Ediciones Témpora, 2006.
- Las pruebas de la infamia: un nuevo caso del abogado Baquedano. Novela negra. Tropismos, 2006.
- La luz crepuscular. Alfaguara, 2009[22].

### Sources
- (es) Cet article est partiellement ou en totalité issu de l’article de Wikipédia en espagnol intitulé « Joaquín Leguina » (voir la liste des auteurs).